# Блинов, Павел Георгиевич
Павел Георгиевич Блинов (10 марта 1946 — 22 марта 2024) — советский и российский тренер по тяжёлой атлетике. Заслуженный тренер РСФСР, почётный гражданин города Зимы.

## Биография
После окончания Иркутского техникума физической культуры Павел Блинов в 1971 году переехал в город Зима. Устроился на работу тренером в местную ДЮСШ. Сперва был тренером по лёгкой атлетике, затем стал тренировать тяжелоатлетов. Благодаря Павлу Блинову и директору ДЮСШ Геннадию Сергееву в 1980-х годах была построена специализированная школа по тяжёлой атлетике. Тяжелоатлетический центр Павла Блинова стал одним из сильнейших в области. Разработанные им методики стали использовать спортсмены-тяжелоатлеты по всей России. Он также занимался организацией в городе физкультурно-оздоровительных мероприятий и пропагандой здорового образа жизни. В 2011 году Блинов стал одним из организаторов турнира, приуроченного к 40-летию со дня основания тяжелоатлетической школы в городе Зимы. Этот турнир стал в итоге ежегодным.
Павел Блинов подготовил более 30 мастеров спорта. Среди них Олимпийская чемпионка 2012 года, чемпионка Мира и Европы Светлана Подобедова, победитель и призёр чемпионатов Мира и Европы Татьяна Матвеева, Ольга Логинова, Ирина Володина и другие известные тяжелоатлетки.
Скончался 22 марта 2024 года в возрасте 78 лет.

## Награды
- Заслуженный тренер РСФСР[2]
- Знак «Отличник народного просвещения РСФСР»[3]
- Почётный гражданин города Зима[3]
- Почётные грамоты Губернатора Иркутской области, мэра города, дипломы Госкомспорта[3]